# Antje Wiener
Antje Wiener (* 1960 in Köln) ist eine deutsche Politikwissenschaftlerin und insbesondere in der Teildisziplin der Internationalen Beziehungen aktiv. Seit 2009 hat sie den Lehrstuhl für Global Governance an der Universität Hamburg inne. Forschungsschwerpunkte sind hierbei die Theorien der Internationalen Beziehungen, die Normen- und Kontestationsforschung, Theorien europäischer Integration, die europäische Bürgerschaftspraxis sowie die Verflechtung von internationaler Politik und internationalem Recht. Sie ist außerdem seit 2017 Bye-Fellow am Hughes Hall College der Universität Cambridge und seit 2018 Mitglied der britischen Academy of Social Sciences. Von 2013 bis 2015 sowie von 2018 bis 2021 gehörte Wiener dem Vorstand der Deutschen Vereinigung für Politikwissenschaft (DVPW) an.

## Studium und Akademische Laufbahn
Wiener erlangte ihren Diplomabschluss in Politikwissenschaften an der Freien Universität Berlin. 1996 wurde sie an der Carleton University mit der Arbeit „Building institutions: the developing practice of European citizenship“ promoviert (Ph.D.). Forschungsaufenthalte und Fellowships führten sie unter anderem an die Stanford University, das Robert Schumann Centre des European University Institute in Florenz sowie an die Universität Oxford und das Netherlands Institute for Advanced Studies. Wiener hatte Lehraufträge an den Universitäten Stanford, Carleton, Sussex und Hannover sowie Professuren für Internationale Beziehungen an der Queen’s University Belfast und der University of Bath inne.
Wiener ist, gemeinsam mit James Tully, Founding Editor des Cambridge-Forschungsjournals „Global Constitutionalism“.
2020 wurde sie zum Mitglied der Academia Europaea gewählt.

## Forschung
Antje Wiener forscht an der Schnittstelle zwischen Normenforschung in den Internationalen Beziehungen, internationalem Recht und Internationaler Politischer Theorie. Dabei verfolgt sie einen interdisziplinären und methodologisch pluralistischen Ansatz, der insbesondere auf dem konzeptionellen Vokabular der Public Philosophy, etwa der Arbeit James Tullys, aufbaut und dieses weiterentwickelt. So fragt und erforscht Wiener, welche Praktiken und Akteure Normativität und Ordnung im globalen Raum gestalten und wie die Anfechtung, Interpretation und kritische Auseinandersetzung mit internationalen Normen deren demokratische Legitimität garantieren oder wiederherstellen kann. Hier transportiert Wiener Überlegungen aus der Ethik in die Internationalen Beziehungen: Eine Analyse globaler Politik ist angeleitet durch das "quod-omnes-tangit-Prinzip", demzufolge internationale Normen von allen, die durch diese regiert werden, anerkannt werden sollten.
Mit diesem Forschungsprogramm trägt Wiener insbesondere zur Kontestationsforschung in den Internationalen Beziehungen bei. Sie definiert Kontestation als diejenigen "social practices which discursively express disapproval of norms". Normen seien, so Wiener, per se umstritten und besitzen eine "duale Qualität": sie seien einerseits durch soziale Interaktion in einem bestimmten Kontext konstruiert und wirken andererseits strukturierend. In Contestation and Constitution of Norms in Global International Relations illustriert sie die Praxis der Kontestation anhand der Auseinandersetzungen rund um Grundrechte und effektiven Rechtsschutz im sogenannten Kadi-Fall, um das internationale Folterverbot im Rahmen strafrechtlicher Anklagen gegen den ehemaligen US-Außenminister Donald Rumsfeld und die Ächtung sexualisierter Kriegsgewalt in der UN-Resolution 1325.
Antje Wiener rekurriert außerdem zentral auf die Praxistheorie sowie dekoloniale und feministische Methodologien in den Internationalen Beziehungen. Sie untersucht das Zusammenspiel von Diversität und Normativität im globalen Raum und in der Gestaltung globaler Governance, wobei auch der Begriff der "Multiplizität" impulsgebend ist. Wiener schließt somit an das Projekt der "Global IR" an, also an jenes Forschungsprogramm, das die Trennung zwischen "dem Westen und dem Rest" innerhalb der Internationalen Beziehungen zu überwinden sucht.
Im Exzellenzcluster der Universität Hamburg – „Climate, Climatic Change, and Society“ (CLICCS) – forscht Wiener zu globaler Klimagerechtigkeit sowie zu nichtstaatlichen Akteuren und Institutionen der globalen Klimagovernance. Im Forschungsprojekt „Democratising Security in Turbulent Times“, das von 2020 bis 2024 lief, hat sie ferner zu Sicherheitsgarantien und Demokratisierungsprozessen im Kontext multipler globaler Krisen gearbeitet.

## Veröffentlichungen (Auswahl)
- Contestation and Constitution of Norms in Global International Relations, Cambridge: Cambridge University Press, 2018 (Paperback 2020).
- A Theory of Contestation, Heidelberg/Berlin: Springer, 2014.
- The Invisible Constitution of Politics: Contested Norms and International Encounters, Cambridge: Cambridge University Press, 2008 (Paperback 2012).
- European Integration Theory, Oxford: Oxford University Press, 2019 (3. Edition, Hrsg. mit Tanja Börzel und Thomas Risse, 1. Edition 2003 und 2. Edition 2009, jeweils Hrsg. mit Thomas Diez).
- 'Contested Norms in International Law and International Relations', in: Journal of International Law, and International Relations 5(1), Special Issue Winter 2009 (Hrsg. mit Uwe Puetter).
- The Social Construction of Europe, London: Sage, 1999 (Hrsg. mit Thomas Christiansen und Knud Erik Jørgensen)
- 'Unearthing Grounded Normative Theory: Practices and Commitments of Empirical Research in Political Theory', in: Critical Review of Social & Political Philosophy 24(1): 1-27, 2021 (zsm. mit Brooke Ackerly, Luis Cabrera, Fonna Forman, Genevieve Fuji Johnson und Chris Tenove).
- 'Everyone Wants (a) Peace: the dynamics of rhetoric and practice on ‘Women, Peace and Security’', in: International Affairs 95(3): 553–574, 2019 (zsm. mit Jacqui True).
- 'Multiplizität als Alleinstellungsmerkmal: Rosenbergs Aufruf zu einer Gründungsdebatte einer neuen, nachhaltigen IB-Theorie', in: Zeitschrift für Internationale Beziehungen 26 (2): 142-153, 2019.
- 'Agency of the governed in global international relations: access to norm validation', in: Third World Thematics: A TWQ Journal 2(5): 709-725, 2017.
- 'Enacting Meaning-in-Use. Qualitative Research on Norms and International Relations', in: Review of International Studies 35(1): 175-193, 2009.
- 'The Dual Quality of Norms and Governance beyond the State: Sociological and Normative Approaches to Interaction', in: Critical Review of International Social and Political Philosophy 10(1): 47-69, 2007.
- 'Contested Compliance: Interventions on the Normative Structure of World Politics', in: European Journal of International Relations 10(2): 189-234, 2004.
- 'Constructing Institutional Interests: EU and NATO Enlargement', in: Journal of European Public Policy 6(5): 721-42, 1999 (zsm. mit Karin Fierke)